# Pascal Rhéaume
Pour les articles homonymes, voir Rhéaume.
Pascal Rhéaume (né le 21 juin 1973 dans la ville de Québec, dans la province de Québec au Canada) est un joueur professionnel canadien de hockey sur glace.

## Carrière de joueur
N'ayant jamais été repêché par une équipe de la Ligue nationale de hockey, il obtint néanmoins un contrat professionnel avec les Devils du New Jersey après deux saisons passées dans la Ligue de hockey junior majeur du Québec. Ne réussissant pas à percer l'alignement des Devils lors du camp d'entraînement de 1993, il se joignit aux River Rats d'Albany de la Ligue américaine de hockey. Il y restera trois saisons complètes avant de finalement porter l'uniforme des Devils lors de la saison 1996-1997 pour deux parties.
Au début de la saison suivante, il fut réclamé par les Blues de Saint-Louis où il percera une première fois l'alignement régulier d'un club de la LNH. En 1999-2000, il subit une importante blessure à l'épaule qui le contraint à jouer qu'une quinzaine de parties partagées entre les Blues et leur club-école, les IceCats de Worcester de la LAH. Il revint la saison suivante, mais évolua pour les IceCats, n'ayant plus de place pour lui à Saint-Louis. Au cours de l'été qui suivit, il signa avec les Blackhawks de Chicago mais passa rapidement aux Thrashers d'Atlanta en cours de saison. Il fit à nouveau partie de l'alignement régulier, récoltant 20 points en 42 parties à sa première saison à Atlanta.
En 2002-2003, il joua 56 parties avec les Thrashers avant d'être échangé aux Devils du New Jersey en fin de saison. Cet échange lui permit de mettre la main sur la Coupe Stanley au terme des séries éliminatoires de la LNH. Au cours des saisons qui suivirent, il joua quelques parties dans la LNH, mais évolua majoritairement dans la LAH. Il ira aussi jouer la saison 2007-08 en Autriche avec les Capitals de Vienne. Son séjour en Europe fut de courte durée car en août 2008, il signa un contrat avec les Devils de Lowell.
Le 19 novembre 2011, il signe un contrat avec le Dynamik Home Hardware de Coaticook de la Ligue de hockey sénior des Cantons de l'Est.

## Statistiques de carrière
| Saison             | Équipe                             | Ligue      |     | Saison régulière | Saison régulière | Saison régulière | Saison régulière | Saison régulière |   | Séries éliminatoires | Séries éliminatoires | Séries éliminatoires | Séries éliminatoires | Séries éliminatoires |
| Saison             | Équipe                             | Ligue      | PJ  | B                | A                | Pts              | Pun              | PJ               | B | A                    | Pts                  | Pun                  |                      |                      |
| 1990-1991          | Gouverneurs de Sainte-Foy          | QAAA       | 37  | 20               | 38               | 58               | 25               | 7                | 1 | 7                    | 8                    | 6                    |                      |                      |
| 1991-1992          | Draveurs de Trois-Rivières         | LHJMQ      | 65  | 17               | 20               | 37               | 84               | 14               | 5 | 4                    | 9                    | 23                   |                      |                      |
| 1992-1993          | Faucons de Sherbrooke              | LHJMQ      | 65  | 28               | 34               | 62               | 88               | 14               | 6 | 5                    | 11                   | 31                   |                      |                      |
| 1993-1994          | River Rats d'Albany                | LAH        | 55  | 17               | 18               | 35               | 43               | 5                | 0 | 1                    | 1                    | 0                    |                      |                      |
| 1994-1995          | River Rats d'Albany                | LAH        | 78  | 19               | 25               | 44               | 46               | 14               | 3 | 6                    | 9                    | 19                   |                      |                      |
| 1995-1996          | River Rats d'Albany                | LAH        | 68  | 26               | 42               | 68               | 50               | 4                | 1 | 2                    | 3                    | 2                    |                      |                      |
| 1996-1997          | River Rats d'Albany                | LAH        | 51  | 22               | 23               | 45               | 40               | 16               | 2 | 8                    | 10                   | 16                   |                      |                      |
| 1996-1997          | Devils du New Jersey               | LNH        | 2   | 1                | 0                | 1                | 0                | -                | - | -                    | -                    | -                    |                      |                      |
| 1997-1998          | Blues de Saint-Louis               | LNH        | 48  | 6                | 9                | 15               | 35               | 10               | 1 | 3                    | 4                    | 8                    |                      |                      |
| 1998-1999          | Blues de Saint-Louis               | LNH        | 60  | 9                | 18               | 27               | 24               | 5                | 1 | 0                    | 1                    | 4                    |                      |                      |
| 1999-2000          | IceCats de Worcester               | LAH        | 7   | 1                | 1                | 2                | 4                | -                | - | -                    | -                    | -                    |                      |                      |
| 1999-2000          | Blues de Saint-Louis               | LNH        | 7   | 1                | 1                | 2                | 6                | -                | - | -                    | -                    | -                    |                      |                      |
| 2000-2001          | IceCats de Worcester               | LAH        | 56  | 23               | 36               | 59               | 63               | 11               | 2 | 4                    | 6                    | 2                    |                      |                      |
| 2000-2001          | Blues de Saint-Louis               | LNH        | 8   | 2                | 0                | 2                | 5                | 3                | 0 | 1                    | 1                    | 0                    |                      |                      |
| 2001-2002          | Blackhawks de Chicago              | LNH        | 19  | 0                | 2                | 2                | 4                | -                | - | -                    | -                    | -                    |                      |                      |
| 2001-2002          | Thrashers d'Atlanta                | LNH        | 42  | 11               | 9                | 20               | 25               | -                | - | -                    | -                    | -                    |                      |                      |
| 2002-2003          | Thrashers d'Atlanta                | LNH        | 56  | 4                | 9                | 13               | 24               | -                | - | -                    | -                    | -                    |                      |                      |
| 2002-2003          | Devils du New Jersey               | LNH        | 21  | 4                | 1                | 5                | 8                | 24               | 1 | 2                    | 3                    | 13                   |                      |                      |
| 2003-2004          | Wolf Pack de Hartford              | LAH        | 3   | 1                | 0                | 1                | 0                | -                | - | -                    | -                    | -                    |                      |                      |
| 2003-2004          | Rangers de New York                | LNH        | 17  | 0                | 0                | 0                | 5                | -                | - | -                    | -                    | -                    |                      |                      |
| 2003-2004          | Blues de Saint-Louis               | LNH        | 25  | 1                | 3                | 4                | 4                | 3                | 0 | 0                    | 0                    | 2                    |                      |                      |
| 2004-2005          | River Rats d'Albany                | LAH        | 78  | 24               | 25               | 49               | 85               | -                | - | -                    | -                    | -                    |                      |                      |
| 2005-2006          | River Rats d'Albany                | LAH        | 9   | 2                | 0                | 2                | 9                | -                | - | -                    | -                    | -                    |                      |                      |
| 2005-2006          | Rampage de San Antonio             | LAH        | 47  | 13               | 13               | 26               | 35               | -                | - | -                    | -                    | -                    |                      |                      |
| 2005-2006          | Devils du New Jersey               | LNH        | 12  | 0                | 0                | 0                | 4                | -                | - | -                    | -                    | -                    |                      |                      |
| 2005-2006          | Coyotes de Phoenix                 | LNH        | 1   | 0                | 0                | 0                | 0                | -                | - | -                    | -                    | -                    |                      |                      |
| 2006-2007          | Rampage de San Antonio             | LAH        | 79  | 15               | 32               | 47               | 63               | -                | - | -                    | -                    | -                    |                      |                      |
| 2007-2008          | Capitals de Vienne                 | EBEL       | 35  | 11               | 18               | 29               | 30               | 7                | 1 | 1                    | 2                    | 33                   |                      |                      |
| 2008-2009          | Devils de Lowell                   | LAH        | 56  | 11               | 19               | 30               | 44               | -                | - | -                    | -                    | -                    |                      |                      |
| 2009-2010          | Generals de Flint                  | LIH        | 73  | 21               | 36               | 57               | 35               | -                | - | -                    | -                    | -                    |                      |                      |
| 2009-2010          | Monarchs de Manchester             | LAH        | 1   | 0                | 0                | 0                | 0                | -                | - | -                    | -                    | -                    |                      |                      |
| Rivermen de Peoria | LAH                                | 1          | 0   | 1                | 1                | 0                | -                | -                | - | -                    | -                    |                      |                      |                      |
| 2011-2012          | Dynamik Home Hardware de Coaticook | LHSCE      | 3   | 3                | 3                | 6                | 4                | 8                | 5 | 4                    | 9                    | 2                    |                      |                      |
| Totaux LNH         | Totaux LNH                         | Totaux LNH | 318 | 39               | 52               | 91               | 144              | 45               | 3 | 6                    | 9                    | 27                   |                      |                      |

## Trophées et honneurs personnels
- 2003 : Coupe Stanley avec les Devils du New Jersey

## Transactions en carrière
- 1er octobre 1993 : signe un contrat comme agent libre avec les Devils du New Jersey.
- 28 septembre 1997 : réclamé au ballotage par les Blues de Saint-Louis des Devils du New Jersey.
- 31 juillet 2001 : signe un contrat comme agent libre avec les Blackhawks de Chicago.
- 14 novembre 2001 : réclamé au ballotage par les Thrashers d'Atlanta des Blackhawks de Chicago.
- 24 février 2003 : échangé aux Devils du New Jersey par les Thrashers d'Atlanta en retour de considérations futures.
- 22 octobre 2003 : signe un contrat comme agent libre avec les Rangers de New York.
- 29 janvier 2004 : réclamé au ballotage par les Blues de Saint-Louis des Rangers de New York.
- 13 août 2004 : signe un contrat comme agent libre avec les Devils du New Jersey.
- 25 novembre 2005 : échangé aux Coyotes de Phoenix par les Devils du New Jersey avec Ray Schultz et Steven Spencer en retour de Brad Ference.

## Parenté dans le sport
Il est le frère de la joueuse de hockey sur glace, Manon Rhéaume.